# Montipora taiwanensis
Montipora taiwanensis är en korallart som beskrevs av Veron 2002. Montipora taiwanensis ingår i släktet Montipora och familjen Acroporidae. IUCN kategoriserar arten globalt som otillräckligt studerad. Inga underarter finns listade i Catalogue of Life.